# Amirreza Dehbozorgi
Amirreza Mohammadreza Dehbozorgi (pers. ‏امیررضا ده‌بزرگی‎; ur. 24 stycznia 2003) – irański zapaśnik walczący w stylu klasycznym. Brązowy medalista mistrzostw Azji w 2024. Triumfator igrzysk olimpijskich młodzieży w 2018. Mistrz świata juniorów w 2021 i trzeci w 2023. Mistrz świata kadetów w 2019 i Azji kadetów w 2018 i 2019 roku.